# 雁の寺
『雁の寺』（がんのてら）は、水上勉の小説。1961年（昭和36年）3月に文藝春秋の雑誌『別冊文藝春秋』に掲載され、同年第45回直木賞を受賞した。
映画化（1962年・大映）ののち、舞台化（1980年・文学座）、テレビドラマ化（1989年・テレビ東京）された。
続編として「雁の村」（別冊文藝春秋、1961年6月）、「雁の森」（別冊文藝春秋、1962年1月）、「雁の死」（別冊文藝春秋、1962年7月）があり、直木賞を受賞した「雁の寺」以下、全4部をもって『雁の寺』のシリーズ全編とする。

## あらすじ
京都の孤峯庵と呼ばれる塔頭の和尚、北見慈海は、愛人里子を密かに囲っている。寺の小僧である13歳の慈念は和尚から厳しくあたられる。そんな慈念に里子は次第に同情し歩み寄る。ある日、慈海が碁を打ちに出かけた間に檀家が亡くなり葬儀を行なわなくてはならなくなったが、慈海が帰ってこない。いっこうに行方が知れず、外面をとりつくろうために慈海は雲水に出たことにされる。だが慈念によって策謀がなされていた。そのことに気が付いた里子は驚愕し、畏れ茫然自失となる。（以上、第一部「雁の寺」）

## 背景
推理小説作家としてすでに人気だった水上勉が、作家として「人間を描きたい」との思いから挑んだ意欲作で、第45回の直木賞を受賞した。
小説家になりとうて、なりとうて、野良犬の如く陽かげを歩いてきたが、いま、鑑札と犬舎をもらってひとしおのうれしさがこみあげてくる—水上勉、受賞時のことば
本作は、1948年に季刊誌『文潮』で発表した小説「わが旅は暮れたり：雁の寺」を13年の時を経て改作したもので、水上曰く、直木賞の受賞は「ユメ思いもしなかった」という。また、後年両作を読みかえしてみて「「わが旅は暮れたり：雁の寺」の稚拙な文章に私は魅かれる…」と述べている。
物語は推理小説の形式を多少取り入れてあるが、土台となっている手法は作者の経験を生かした私小説的なものである。
水上は実際幼少期に、子だくさんの人減らしとして、京都の相国寺の塔頭である瑞春院に送られ、小僧として働いていた。瑞春院の住職、山盛松庵には妻の多津子と生まれたばかりの娘があり、妻と二人で芝居に映画にと忙しく暮らす中、幼い水上は寺の仕事のほかに、子どもの洗濯など子守りをさせられていた。中学へ進学するも制服も買ってもらえず、水上は二人に憎悪をつのらせていき、13歳のときに脱走している。本作はその当時水上が目撃した禅寺の堕落した暮らしぶりをもとにしており、ある意味、辛い小僧時代を経験した水上の意趣返しともいえる作品である。山盛松庵は晩年、相国寺の宗務総長を務め、小説が発表される3年前に河原町五条で自動車にはねられて死亡した。

## 改訂について
「雁の寺」の発表から1年半ほどのあいだに3部の続編（「雁の村」、「雁の森」、「雁の死」）が別冊文藝春秋に掲載された。シリーズ全4部は、当初『雁の寺』（「雁の村」併録、1961年8月）と『雁の死』（「雁の森」併録、1962年7月）の2冊で刊行（文藝春秋新社）され、1964年（昭和39年）4月の『雁の寺（全）』で1冊にまとめられた。ところが、続編は「蛇足の感がある」と評されたほか、執筆当時の多忙な事情も加わって荒書きが目立っていた。これに対し「肯定せざるを得なかった」とする水上は「荒書きの部分を訂正して、私なりに、この作品を四部作として、精一杯に改作完了しておきたい…」との作意から、大幅な改訂を加えたうえで1冊にまとめて刊行することとなった。「読者にとっては大変めいわくなこと」（水上）としながら、この主題で書ける、生涯に一度の作品として、約半年をかけて手直しされた。それが、1974年（昭和49年）10月の文春文庫版『雁の寺（全）』である。ところが、改訂はこれで終わらず、1975年（昭和50年）9月に文藝春秋から『雁の寺（新訂・全）』が刊行され、1976年（昭和51年）中央公論社『水上勉全集：第一巻』でも、さらに十数か所で筆が加除された。
この間の1969年（昭和44年）、第一部の「雁の寺」のみを「越前竹人形」と併録した新潮文庫版（『雁の寺・越前竹人形』）が刊行され、これがもっとも広く世間に浸透した『雁の寺』の版となった。映画や翻訳本のほか、大半の研究においても、取り上げられるのは第一部のみとなっており、新潮文庫版は『雁の寺』の受容史・研究史に大きな影響を及ぼしたとされる。

## 映画
1962年、大映によって映画化された。当時、仏教界からの反発が強く、公開が難航した。

### キャスト
- 桐原里子：若尾文子
- 宇田竺道：木村功
- 堀之内慈念：高見國一
- 北見慈海：三島雅夫
- 雪州：山茶花究
- 岸本南嶽：中村鴈治郎
- 桐原たつ：萬代峰子
- おかん：菅井きん
- 岸本秀子：金剛麗子
- 独石：荒木忍
- 桐原伊三郎：寺島雄作
- 喜七：石原須磨男
- 木田黙堂：西村晃
- 堀之内捨吉（少年時代の慈念）：高見王国
- 徳全：北野拓也
- 助三：天野一郎
- 久間平吉：伊達三郎
- 兄平三郎：藤川準

### スタッフ
- 監督：川島雄三
- 脚本：舟橋和郎、川島雄三
- 製作者：永田雅一
- 企画：久保寺生郎、三熊将暉
- 撮影：村井博
- 音楽：池野成
- 美術：西岡善信
- 助監督：西沢鋭治、湯浅憲明
- 製作：大映京都撮影所

## テレビドラマ
1989年8月28日にテレビ東京「月曜・女のサスペンス」（傑作推理・受賞作シリーズ）にてテレビドラマ化された。

### キャスト
- 里子：かたせ梨乃
- 慈念：馬渕英明
- 慈海：金田龍之介
- 久保晶、坂本長利、北山雅康 ほか

### スタッフ
- 製作：テレビ東京、PDS
- 監督：奥村正彦
- 脚本：中島丈博
- プロデュース：橋本かおり（TX）、工藤英樹（PDS）、財前定生（PDS）
- ロケ協力：恵林寺、放光寺 (甲州市)
- 技術協力：ニューテレス、コスモ・スタジオ、アンサーズ
- スタジオ：浜町スタジオ